# Mater et magistra
Mater et magistra (pol. Matka i nauczycielka) – encyklika papieża Jana XXIII sygnowana datą 15 maja 1961 dotycząca współczesnych przemian społecznych w świetle nauki chrześcijańskiej. Jej ideą przewodnią jest uniwersalistyczny humanizm chrześcijański.
Charakteryzuje się przejrzystą budową i formą. Składa się z czterech części. W pierwszej papież Jan XXIII przypomina i streszcza nauki zawarte w poprzednich ważnych dokumentach Kościoła dotyczących kwestii społecznych, czyli encykliki Rerum novarum, Quadragesimo anno oraz w tekst przemówienia Piusa XII na Zielone Święta z 1941 roku.
W kolejnej części precyzuje te nauki tak, by odpowiadały na pytania i wątpliwości pojawiające się w jemu współczesnym czasie. Są to między innymi kwestie zakresu i sposobów interwencji państwa, własności, zagadnienie podziału dochodu narodowego, wynagrodzeń oraz reformy przedsiębiorstw.
W trzeciej części zamieszczone są zagadnienia, którymi do tej pory Kościół się nie zajmował. Papież pisze o dysproporcjach rozwojowych świata w dziedzinach gospodarki, kultury i polityki oraz wskazuje rozwiązania problemów z nimi związanych. Jest to najobszerniejsza część encykliki.
Ostatnia część zawiera krótkie pouczenia dotyczące życia codziennego oraz stosunku katolików do spraw doczesnych.

Pierwsze zdania i słowa, od których encyklika wzięła swoją nazwę to:
MATKA I MISTRZYNI wszystkich narodów, Kościół katolicki po to został ustanowiony przez Jezusa Chrystusa, by wszyscy, którzy w ciągu wieków znajdą się na jego łonie i staną się jego członkami, osiągnęli pełnię doskonałego życia i zbawienia. Temu właśnie Kościołowi, „filarowi i podwalinie prawdy” (Tm 3, 15), powierzył Najświętszy Jego Założyciel dwojakie zadanie: by Mu rodził dzieci oraz by je nauczał i rządził nimi, otaczając macierzyńską troską życie jednostek i narodów.

— Jan XXIII, fragment Wstępu